# Les Bethmalais
Les Bethmalais est une association d'art populaire qui se réfère à la vallée de Bethmale, riche de traditions et notamment celle des sabots de Bethmale. Cette petite vallée, composée de deux communes et six villages, est située dans le Couserans, en Ariège et dans les Pyrénées centrales françaises. Au-delà de ce berceau initial, le rayonnement culturel des traditions bethmalaises est devenu emblématique du Couserans.

## Historique
Le groupe a été organisé sous forme d'une association en 1931 à Saint-Girons mais c'est dès 1906 que sont apparues les premières représentations avec le costume traditionnel à dominante rouge et les sabots à la longue pointe recourbée. Le hautbois du Couserans est intégré dans les représentations depuis sa reconstitution par l'association en 1972.
Les habitants de la vallée se sont produits à quelques occasions en costume traditionnel, en particulier dans les villes d’eau de la région ou pour les fêtes des costumes à Saint-Girons, Foix et Toulouse entre 1906 et 1930. C’était le début de la folklorisation. À partir des années 30, les modifications de la vie des vallées de montagne liées à la modernisation et à l’exode rural ont conduit à la disparition de ce groupe composé par des habitants de la vallée.
Le premier groupe Bethmalais associatif constitué à Saint-Girons en 1931 a poursuivi une activité d’animation folklorique jusqu’en 1960.
À partir de 1961, une partie des membres de l’association revient aux sources de la culture populaire de Bethmale. L’association prend le nom de « Les Bethmalais » et démarre un travail de fond précurseur de collectage et de sauvegarde du patrimoine matériel et immatériel de la vallée de Bethmale et du Couserans en collaboration avec les anciens de la vallée. Ce travail s'est réalisé jusque dans les années 1980, dernière période qui permettait de recueillir un savoir authentique auprès des anciens de la région.
La traduction de ces travaux en spectacles et expositions permet de témoigner de cette culture traditionnelle en France et dans le monde par la participation du groupe Les Bethmalais à des manifestations culturelles internationales tous les ans.

## Les travaux de sauvegarde du patrimoine
Quelques exemples des travaux réalisés pour la sauvegarde du patrimoine matériel et immatériel du Couserans.

### Reconstitution et relance de la pratique du hautbois du Couserans
En 1971, le besoin de jouer sur instruments traditionnels qui n'étaient plus utilisés depuis plusieurs dizaines d'années est né au sein de l'association. Dans la région, Alphonse Sentein (1888-1980), président du groupe Biroussans, jouait bien d'un instrument à anche double mais il s'agissait d'une bombarde bretonne qu'il faisait passer pour un hautbois. Le hautbois du Couserans, instrument typique du territoire, était connu et la mémoire du dernier musicien routinier, François Souque dit "Pigalhe", était présente. "Pigalhe" jouait pour tous les groupes de la région et animait les bals. Mort en 1936, il n'avait pas laissé de successeur.
La rencontre avec Charles Alexandre, spécialiste en reconstitution d'instruments traditionnels (Graile, Boudègue...), a conduit l'association à lancer une enquête d'envergure entre 1971 et 1972. Le premier hautbois a été reconstitué en 1972 par Charles Alexandre et la relance de sa pratique a suivi. Philippe Bourges a été le premier Couserannais à rejouer du hautbois du Couserans dès 1972, il a formé avec Jean-Marc Bosc l'orchestre de hautbois des Bethmalais qui s'est produit dans de nombreux pays pendant les années 1970, en particulier en gagnant le premier prix de musique en 1978 au festival de Zakopane en Pologne. Ce n'est qu'au début des années 1980 que le Conservatoire occitan de Toulouse réussit à mettre au point une copie efficace du hautbois du Couserans et à la commercialiser à l'échelle régionale. Une vingtaine de joueurs de hautbois du Couserans ont été formés au sein de l'association Les Bethmalais depuis 1972.

### Reconstitution des châles à roses de Bethmale
Les Bethmalaises achetaient aux colporteurs le même modèle de châle à roses, un des seuls éléments du costume qui n'était pas fabriqué sur place.
En 1975, Paulette Bourges, alors présidente du groupe Bethmalais, découvre à l'occasion d'une conférence sur les tissus à Colmar en Alsace une image du châle de Bethmale. Une enquête réalisée sur place la conduit à découvrir que ce modèle de châle a été créé en 1740 en Alsace, diffusé à Toulouse puis Saint-Girons avant d'être vendu dans les vallées du Couserans par les colporteurs. Une nouvelle fabrication, à l'ancienne par impression sur pièces de bois sculptées, a été réalisée en 1976 pour renouveler au sein du groupe ce modèle de châle qui avait presque disparu, ceux qui existaient encore étaient usés, très abîmés.

### Collectages des danses, musiques et chants
Une première phase de collectages auprès des anciens de la vallée de Bethmale a eu lieu dans les années 1960 et début 1970. Les enregistrements des mélodies chantées ou jouées à la clarinette par les anciens de la vallée ont été transcrits sur partitions par Henri Maurel alors directeur de l'école de musique de Saint-Girons. Les danses ont été transmises par les anciens du groupe bethmalais ou bien collectées auprès des anciens de la vallée. La famille Domenc de Samortein (et alliés) a fortement contribué à transmettre son savoir sur les danses, musiques et chants de la vallée. Certaines danses qui n'existaient plus que dans la mémoire des anciens ont pu être relancées. Par exemple, la chorégraphie de la "Traversée de Tous" a été transmise en même temps par Ernest Domenc et par Alphonse Sentein lors d'une séance de collectage par l'équipe des Bethmalais en 1972. Cette danse est ainsi présentée par le groupe Bethmalais dans sa forme authentique depuis le milieu des années 1970.
Dans les années 1980, d'autres collectages de danses et mélodies sont réalisés (en collaboration avec Alain Servant actif au groupe Bethmalais jusqu'en 1985). À partir de la fin des années 1980, avec la disparition des plus anciens, une transmission authentique devient très difficile car les générations suivantes sont déjà trop "folklorisées".

## Représentations et rencontres annuelles

### Tournées dans le monde
Les principales manifestations auxquelles le groupe Bethmalais a pris part se sont déroulées en Algérie (Tizi-Ouzou), Allemagne (Berlin, Munich, Hambourg), Belgique (Bruxelles, Anvers, Vosselaar), Espagne (Madrid, Valence, Lerida, Jaca, Sitges, Almeria, Castello, Ronda), Égypte (Ismaïlia, Le Caire), Grande-Bretagne (Llangollen, Middlesbrough), Grèce (Athènes, Agrinio, Lefkada), Hongrie (Mosonmagyarovar, Györ, Budapest), Israël (Tibériade), Italie (Agrigento, Trapani, Bergame, Reggio de Calabre, Alatri, Fiugi, Bari, Come, Canzo, Aoste, Gorizia), Pologne (Zielona-Gora, Zakopane), Portugal (Santarem, Lisbonne, Viana do Castello, Porto, Gondomar, Vila-Réal), Roumanie (Bistrita), Suisse (Genève, Lugano, Fribourg), Tunisie (Carthage, Tunis), Turquie (Istanbul), Croatie (Zagreb, Pula, Osijek), Ukraine (Lviv), et de nombreuses villes de France réparties sur l'ensemble du territoire.

### Festival Rite: danses, chants et musiques du monde
Créé en 1991 et organisé par Les Bethmalais, le festival RITE, danses, chants et musiques du monde, se déroule en Couserans chaque année durant une semaine début août. Si le grand spectacle final se déroule au Parc des expositions de Saint-Girons, les groupes se produisent aussi appariés dans les principaux bourgs environnants.
Avec près de 20 000 spectateurs pendant une semaine, l'impact du festival est fort sur Saint-Girons et les vallées ariégeoises. Son taux d'autofinancement est d'environ 70%.